# 豊田穣
豊田 穣（とよだ じょう、1920年〈大正9年〉3月14日 - 1994年〈平成6年〉1月30日）は、日本の小説家、作家、海軍軍人。海兵68期。最終階級は海軍中尉。本名は豊田 稔（とよだ みのる）。

## 経歴

### 生立ち
満州の四平街に生まれる。その後、郷里の岐阜県本巣郡穂積町（現・瑞穂市）へ戻り、1937年（昭和12年）3月、岐阜県立本巣中学校（現・岐阜県立本巣松陽高等学校）を卒業。

### 海軍時代
1937年（昭和12年）4月、海軍兵学校に入校。1940年（昭和15年）8月、卒業（68期）。同期に鴛淵孝、伴勝久、広尾彰、松永市郎、酒巻和男がいる。
1941年（昭和16年）4月、第36期飛行学生になる。12月8日、真珠湾攻撃が行われ、特潜で出撃した10名のうち、酒巻和男が捕虜となる。当時豊田は霞ヶ浦海軍航空隊附飛行学生であったが、既に軍内部でもその噂は広まっており、同期の一人が「酒巻の奴、自決してくれないかなぁ。クラスの名誉にかかわるからなぁ」と言うのを聞いたという。
1942年（昭和17年）4月1日に中尉進級。宇佐航空隊所属当時、のちにともに捕虜となった祖川兼輔上飛曹と出会う。6月、第36期飛行学生を卒業、艦上爆撃機操縦員となる。7月に富高飛行場、9月に鹿屋飛行場を経て、2月に空母飛鷹所属となる。
1943年（昭和18年）4月3日、い号作戦に参加のため、ラバウルに移動。7日、九九艦爆を操縦しガダルカナル島飛行場攻撃の際、ソロモン方面サボ島沖でグラマンに撃墜され、偵察員の祖川兼輔上飛曹とともに脱出、ゴムボートで3日間漂流したのちニュージーランド海軍哨戒艇に拾われ捕虜になる。水兵がコーヒーとパンを持って来た時、祖川が自決を願い出たが、豊田はそれを止めた。数日後、ガダルカナル島から飛行機でニューカレドニアに送られ、40日後にハワイのフォード島の海兵隊拘禁所に連行され、5か月間にわたる尋問を受ける。この時、通訳官であったドナルド・キーンが訊問した最初の捕虜となる。
豊田は、捕虜になった時から名前は大谷誠、東京市四谷区出身で商船学校出の輸送機パイロットを名乗っていたが、辻褄が合わない陳述でベテランの尋問官をだますことは出来ず、早くも2日後には海兵出身の零戦パイロットであることを自白する。尋問官からは「利口な嘘つき能力の持ち主」と皮肉られた。口が堅く嘘が多かったことから重要な情報を隠していると思った米軍はさらに追及を続け、真っ暗な独房で2週間尋問を受けた事もあった。その結果、零戦の性能や装備、ほかの空母の性能や消息、最高機密である大和の速力、主砲の口径まで自白してしまう。
またある時、捕虜とはいえ敵兵である豊田は真珠湾にて主力空母である空母エンタープライズの内部を見学を願い出、実現した。なおこの時、案内役の副長に誘導され、隼鷹の構造や性能を自白してしまっている。
アメリカ合衆国本土移送後、シカゴ西北のマッコイ捕虜収容所への移送が決まり、1944年4月8日夕方、スパルタ駅に到着。そこで収容所側との交渉役として「捕虜としての訓示」を行っていた酒巻と再会。その夜、ビールの小瓶一本で酒巻と2人だけのクラス会を開く。20人ばかりの将校棟に入った豊田は、酒巻の補佐役をやりつつ小説を書き始める。恋愛ものにも手を付けたが時代小説が好評で、「原稿料タダの流行作家だった」と回想する。一方で、少尉を詐称しハワイ収容所にて牢名主然と振舞っていた太田清二等整備兵曹への吊し上げを行い、下士官兵とともに凄惨なリンチを展開させたとされる。
1946年（昭和21年）3月、酒巻とともに輸送船モーマックレーン号で浦賀に上陸し、帰国する。

### 新聞記者・作家として
1946年（昭和21年）、海軍機関学校出身の同期（コレス）の紹介で岐阜の新聞社に入社。名古屋の中日新聞社記者であった1947年（昭和22年）、処女作「ニューカレドニア」を発表。翌年、職業軍人パージに遭い、双立社という出版社に勤め、『小説と講談』を担当、多くの作家の知遇を得て、宮内寒弥の紹介で丹羽文雄らの十五日会に出入りする。。しかし1949年（昭和24年）、双立社が廃業。岐阜の教科書会社・教育図書に勤務。
1951年（昭和26年）、『ミッドウェー海戦』で岐阜県文化賞受賞。会社を辞め上京、小説を書く。1952年（昭和27年）、公職追放解除により中日新聞社に復帰。1956年（昭和31年）、東京支社文化部に転属。1971年（昭和46年）、『長良川』で第64回直木賞を受賞。以降職業作家として執筆活動に専念するが、自由出勤が認められたため中日新聞社は定年まで勤める。
豊田と共に捕虜になった相川は、戦後は航空自衛隊に入って三等空佐で退官し、伊東温泉でマッサージ師をしていたが、1976年3月8日に割腹自決を遂げた。元部下への聞き取りから、動機が捕虜となっていた事への負い目であると分かり、自著『割腹』にて「海上に漂流する浮舟の二人のうち、一人が突然別れの挨拶もかけずに消滅し、自分だけが浮舟の上に取り残されたのを意識した。」と記した
1981年（昭和56年）、この年公開された東宝映画『連合艦隊』で、児島襄との共同で、映画の企画協力を担当。
1986年（昭和61年）、紫綬褒章受章。1992年（平成4年）、中日文化賞受賞。
1994年（平成6年）、死去。享年74。墓所は冨士霊園の文学者の墓

## 人物
- 豊田副武とは血縁関係ではないが、海軍時代に機関長から豊田副武の息子かと聞かれるくらい体格が似ていた。
- 第二次世界大戦について「日本をあの戦争に追い込んだのは、日本を囲むいわゆるABCD包囲網それにフランス、ソ連を加えた諸外国の動きを別にすれば、日本という国家及び日本人それ自体の体質、そして、軍事よりむしろ、政治、経済、外交の性格や方向づけに問題があったのではないかと、私は考えるようになった」と述べている。
- 豊田の全著作と執筆の際に参考にした戦史・戦記・伝記資料などは、故郷・岐阜の岐阜県図書館に「豊田穣文庫」として収蔵されている。
- 追悼出版に『長良川悲憤　豊田穣の霊に捧ぐ』（進藤純孝ほか編、中日新聞本社、1996年）

## 著書
- 『ミッドウェー海戦』川瀬書店 1951
- 『海なる墓標』虎書房 1956
- 『長良川』作家社 1970  のち文春文庫、光人社文庫
- 『知られざるソ連 15共和国の素顔』日本交通公社(ベルブックス) 1971
- 『空の剣』文藝春秋 1971
- 『ニューカレドニアの青春』第三文明社 1972
- 『海兵四号生徒』文藝春秋 1972  のち文庫
- 『江田島教育』新人物往来社 1973  のち集英社文庫、新人物文庫
- 『波まくらいくたびぞ 悲劇の提督・南雲忠一中将』講談社 1973 のち文庫
- 『ミッドウェー戦記』文藝春秋 1973  のち文庫
- 『蒼ざめる神』冬樹社 1973
- 『寂光の人』文藝春秋 1973　のち改題『順逆の人――小説・三島由紀夫』勁文社（ケイブンシャ文庫）1985
  - 「仮面の人――小説・高見順」
  - 「寂光の人――小説・川端康成」
  - 「流水の人――小説・中山義秀」
  - 「茫漠の人――小説・尾崎士郎」
  - 『順逆の人――小説・三島由紀夫」
- 『小野田元少尉の母』講談社 1974
- 『南十字星の戦場』文藝春秋 1974  のち文庫
- 『海の紋章』新潮社 1974  のち集英社文庫
- 『攻撃隊発進せよ!』毎日新聞社 1974
- 『艦隊山越え 征服王スルタン・メフメット』講談社 1974
- 『月明の湾口』文藝春秋 1974
- 『ラバウル心中』汐文社(シリーズ戦争と人間) 1975
- 『世界を食べ歩く』日本交通公社 1975 のちケイブンシャ文庫
- 『炎の提督 ホレイシオ・ネルソン』毎日新聞社 1975 のち集英社文庫
- 『処刑の島』文藝春秋 1976
- 『瑞鶴 栄光の空母』毎日新聞社 1976
- 『四本の火柱 比叡・霧島・金剛・榛名』毎日新聞社 1977  のち集英社文庫
- 『小説平岡養一・木琴人生』福昌堂(Sunny novels) 1977
- 『われ過ぎし日に』講談社 1977
- 『海軍特別年少兵』青樹社 1978  「激戦地」集英社文庫
- 『激流の孤舟 提督・米内光政の生涯』講談社 1978　のち文庫
- 『攻撃隊発進せよ!』青樹社 1978 「撃沈」集英社文庫、光人社文庫
- 『撃墜 太平洋航空戦記』集英社文庫 1978　のち光人社文庫
- 『蒼空の器 若き撃墜王の生涯』光人社 1978　のち文庫
- 『燃える怒濤  真珠湾のいちばん長い日』三笠書房、1978　のち集英社文庫
- 『太平洋の盃 ソロモンの賦』光人社 1979
- 『松岡洋右　悲劇の外交官』新潮社 1979　のち文庫
- 『空港へ 太平洋海空戦記』光人社 1979　「海軍特別攻撃隊」集英社文庫
- 『三人の卜伝』中央公論社 1979　のち中公文庫
- 『七人の生還者』講談社 1979
- 『出撃』集英社文庫 1979
- 『割腹 虜囚ロッキーを越える』文藝春秋 1979　のち集英社文庫
- 『漂流記』三笠書房 1979
- 『母ふたりの記』三笠書房 1980
- 『航空巡洋艦利根・筑摩の死闘』講談社 1980
- 『空母信濃の生涯』集英社 1980  のち文庫、光人社文庫
- 『新・蒼空の器 大空のサムライ七人の生涯』光人社 1980　のち文庫
- 『男の人生劇場』新潮社 1980
- 『北ボルネオ死の転進、玉砕!』三笠書房 1980　のち集英社文庫、「玉砕 日米陸戦記」光人社NF文庫 1999
- 『同期の桜 かえらざる青春の記録』光人社 1981　のち文庫
- 『坂本竜馬』学研 1981、のち学陽書房・人物文庫 1996、学研Ｍ文庫
- 『古戦場に立つ』日本交通公社 1982
- 『最後の元老西園寺公望』新潮社 1982　のち文庫
- 『空母瑞鶴の生涯』集英社 1982　のち文庫
- 『シルクロードの父よ』新潮社 1982
- 『それぞれの戦争』全2巻 光人社 1982
- 『蒼茫の海 軍縮の父 提督加藤友三郎の生涯』プレジデント社 1983　のち集英社文庫
- 『戦記作家の雑記帳 青えんぴつ赤えんぴつ』光人社 1983
- 『小説・東京裁判』講談社 1983
- 『雪風ハ沈マズ 強運駆逐艦栄光の生涯』光人社 1983　のち文庫
- 『夜明けの潮 近藤真琴の教育と子弟たち』新潮社 1983
- 『明治・大正の宰相』第4－8部 講談社 1983－84[16]
- 『恩讐の川面』新潮社 1984
- 『日本交響楽』全10巻 講談社 1984　のち文庫
- 『人間交響楽』全7巻　講談社 1985－86
- 『同期の桜 完結篇』光人社 1985
- 『旗艦三笠の生涯』勁文社 1986　「戦艦三笠と東郷元帥」文庫
- 『名将宮崎繁三郎 不敗、最前線指揮官の生涯』光人社 1986　のち文庫
- 『大西郷兄弟物語　西郷隆盛と西郷従道の物語』光人社 1987　のち文庫
- 『初代総理伊藤博文』講談社 1987　のち文庫
- 『海軍軍令部』講談社 1987　のち文庫
- 『情報将軍明石元二郎 ロシアを倒したスパイ大将の生涯』光人社 1987　のち文庫
- 『平和交響楽』講談社 全3巻 1988
- 『建川美次と永沼秀文 二人の挺進将軍』光人社 1988
- 『豊臣秀吉』講談社(少年少女伝記文学館)   1988
- 『飛行機王・中島知久平』講談社 1989　のち文庫、光人社文庫
- 『私論連合艦隊の生涯』光人社 1989　のち文庫
- 『鳩山一郎 英才の家系』講談社 1989　「英才の家系」文庫
- 『孤高の外相重光葵』講談社 1990
- 『鳥影』講談社 1990（心不全体験を描いた）
- 『宰相・若槻礼次郎 ロンドン軍縮会議首席全権』講談社 1990
- 『革命家・北一輝  「日本改造法案大綱」と昭和維新』講談社 1991　のち文庫
- 『人間機関車・浅沼稲次郎』講談社 1991 のち学陽書房・人物文庫
- 『あふれる愛 虹に祈る聖母』講談社 1992（コンウォール・リー）
- 『史談・国取り合戦史 戦乱の表舞台と裏舞台』大陸文庫 1992
- 『悲運の大使野村吉三郎』講談社 1992
- 『世界史の中の山本五十六 歴史を動かした英雄たちの研究』光人社 1992
- 『心臓告知』講談社 1992　のち文庫
- 『福島安正 情報将校の先駆 ユーラシア大陸単騎横断』講談社 1993
- 『戦争と虜囚のわが半世紀』講談社 1993
- 『北洋の開拓者 郡司成忠大尉の挑戦』講談社 1994
- 『最後の重臣岡田啓介 終戦和平に尽瘁した影の仕掛人の生涯』光人社 1994

### 著作集
- 『豊田穣戦記文学集』（全11巻）講談社 1982-84

1. マレー沖海戦
2. ミッドウェー海戦
3. ハワイ海戦と南雲中将
4. 提督の決断
5. 戦艦武蔵レイテに死す
6. 戦艦重巡の死闘
7. 空母爆沈
8. 蒼空の器　撃墜王・鴛淵孝大尉
9. 空戦
10. ああ海軍兵学校　豊田穣自伝Ⅰ
11. 海の紋章　豊田穣自伝Ⅱ

- 『豊田穣文学/戦記全集』（全20巻）光人社 1990-92

### 翻訳
- ウィリアム・D・ブランケンシップ「タイガー ・テン　零戦捕獲作戦」三笠書房 1979
- ハリー・ゴードン「爼上の鯉　カウラ収容所日本人捕虜集団脱走事件」双葉社 1979
- エドワード・ローアー「盗まれた暗号　山本五十六謀殺の真相」三笠書房 1979